# Église Saint-Pierre-aux-Liens de Banne
L'église Saint-Pierre-aux-Liens de Banne est une église catholique française située à Banne, dans le département de l'Ardèche.

## Historique
L'église actuelle de style néogothique a été construite à la place d'une ancienne église romane dont la date de construction n'est pas connue.
Le premier document connu date de 1181, où il est fait mention de l'abandon des droits qu'avait Arnaud de Banne sur cette église. En 1186, la paroisse et l'église Saint-Pierre de Banne passent sous la juridiction de l'ordre du Temple et de la commanderie de Jalès.
En 1650, deux nefs latérales furent ajoutées au bâtiment central. L'église était plus large que longue (18 pas de large contre 12 pas de long).
Le cimetière devant l'église fut désaffecté en 1835, pour constituer la place actuelle.
De 1860 à 1867, l'église fut reconstruite dans le style gothique. Sous la façade actuelle, il reste trois rangées de pierre de l'ancienne église. Les voûtes  et piliers de l'église romane ont été démolis, seuls restent les deux murs latéraux. L'édifice a été consacré le 6 octobre 1867.
L'église actuelle mesure 35 mètres de long pour 17 mètres de large. La nef est haute de 15 mètres.

## Galerie de photos

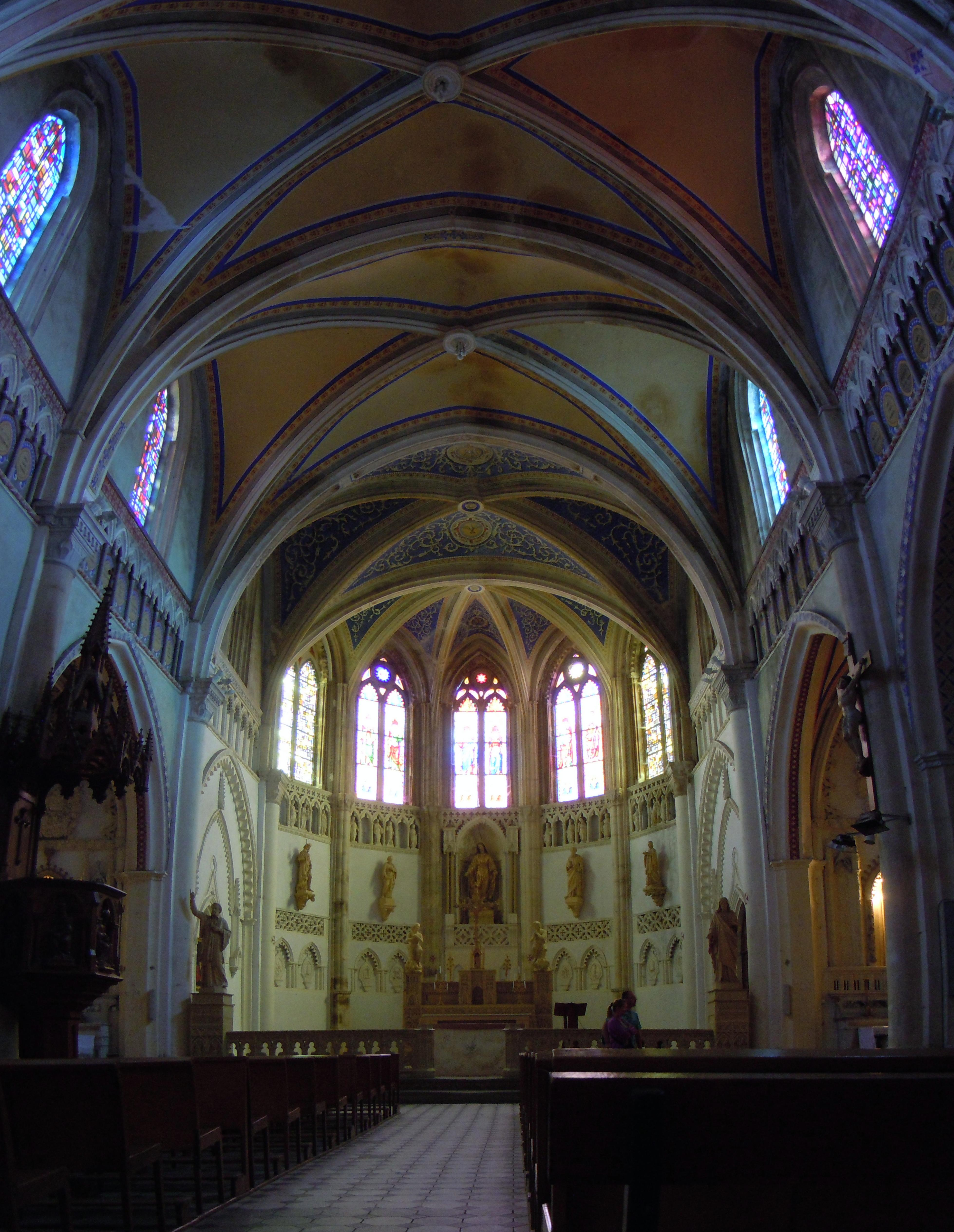
Intérieur de la nef.
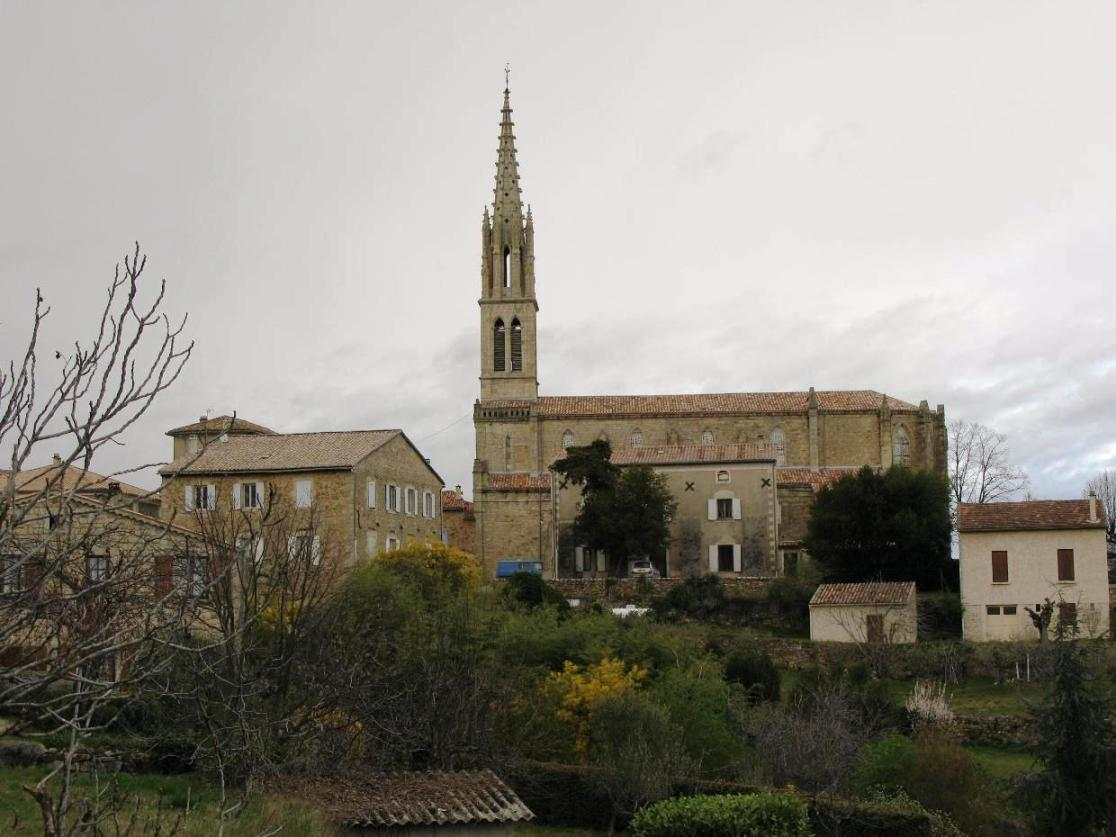
Vue générale.